# 對2020年美國總統選舉的反應

美国本土
在媒体报道普选结果后，已经祝贺拜登和贺锦丽当选为总统及副總統的国家
在官方宣布选举人票结果后，已经祝贺拜登和贺锦丽当选为总统及副總統的国家
同一个国家，但不同的领导人祝贺拜登和唐纳德·特朗普当选為总统的国家
谴责美国选举或其结果的国家
没有反应

2020年美国总统选举结果版图

以下是对2021年1月20日宣布民主党的總統候選人乔·拜登和副總統候選人的賀錦麗赢得了2020年美國總統選舉后的官方反应。

## 国际组织对选举后的反应
- 欧盟高峰會主席米歇爾表示「歐盟已經準備好迎接一個強大的跨大西洋夥伴關係」，並提到新冠疫情、多邊主義、氣候變化、國際貿易等，「歐洲希望與美國一道面對克服的挑戰」。歐盟執委會主席馮德萊恩也向拜登與哈里斯表示祝賀，她強調「歐盟和美國是朋友、也是盟友，歐盟各國的公民和美國公民共享最深的連結，期待與勝選的拜登總統合作」。[1]
- 北大西洋公约组织秘书长史托騰伯格对拜登赢得美国总统大选表示祝贺，称赞他是北约“坚定的支持者”，并表达了与他合作的热情。[2]
- 美国洛杉矶大主教兼天主教主教会议主席何塞·奥拉西奥·戈麦斯（英语：José Horacio Gómez）向拜登与贺锦丽表示祝贺。并宣布承认拜登与已故总统约翰·肯尼迪一样，成为美国第二位宣称信奉天主教的总统。同时也祝贺加州参议员贺锦丽成为美国历史上第一位当选的女性副总统[3]。
- 非洲联盟現任主席西里爾·拉馬福薩在推特对美国总统当选人拜登和副总统当选人贺锦丽以及美国人民发表了贺信。表示「非盟委员期待在相互尊重和国际合作共同价值观的基础上，建立新的，更牢固的美非关系。」[4]
- 联合国基金会主席兼首席执行官伊丽莎白·M·考森斯（英语：Elizabeth M. Cousens）在11月8日发表的声明中，对总统当选人拜登和副总统当选人贺锦丽的胜利表示祝贺[5]。联合国秘书长安东尼奥·古特雷斯于11月9日祝贺美国总统当选人拜登和副总统当选人贺锦丽，并描述美国与世界机构合作的伙伴关系将作为全球合作的「重要支柱」[6]。世界衛生組織總幹事譚德塞同日表示，期待与美国当选总统拜登的政府进行密切合作[7]。
- 加勒比共同体主席拉尔夫·冈萨维斯祝贺美国民主党议员拜登和贺锦丽在总统选举中获胜，称拜登在最具挑战性的时期上任，他的丰富经验将对全球社会具有重大价值，并希望总统当选人拜登和副总统当选人贺锦丽在其任期内取得圆满成功[8]。
- 教宗方济各在11月12日的讲话中与美国总统当选人拜登通电话，表达「祝福与恭贺」之意[9]。
- 藏區藏人行政中央司政洛桑森格祝贺美国总统当选人拜登和副总统当选人贺锦丽，表示期待在拜登的领导下，对西藏采取新的政策和支持。洛桑森格也对拜登发表的声明表示欢迎，该声明称他将会见西藏精神和政治领袖第十四世达赖喇嘛，以延续数十年来西藏与美国的传统。同时祝贺贺锦丽当选美国第一位女性副总统，开创了美国历史新的一页[10]。
- 藏传佛教领袖第十四世达赖喇嘛向乔·拜登在美国选举中获胜表示祝贺，并感谢他无论是在他担任参议员和奥巴马的副总统（2009-2017）期间「对西藏人民的支持」。他说：“人类对美国作为自由世界领导人的民主愿景和领导能力寄予厚望。尤其是在这充满挑战的时代。」同时称赞拜登选择贺锦丽为副总统是一个很好的选择[11]。

## 各国、各地区对选举后发出的正面反应

### 欧洲
- 德国總理安格拉·默克爾祝賀拜登勝選，強調了跨大西洋關係的“不可替代性”。[1]德国外交部长海科·馬斯在推特上表示，期待与下一届美国政府合作，以实现跨大西洋关系的新起点。德国总理默克尔于11月9日发表演讲时再次祝贺拜登当选，希望与华盛顿恢复更强有力的美德关系[12]。
- 法國總統埃马纽埃尔·马克龙也發推特向拜登與賀錦麗道賀，表示“法國與美國有很多共同的任務，來克服目前的挑戰，法國將與美國共同努力”[1]。巴黎市长安娜·伊达尔戈在推特上发布：「欢迎美国回来！欢迎拜登和贺锦丽的选择！在我们即将庆祝《巴黎协定》签署五周年之际，这一胜利标志着我们面对气候紧急情况比以往任何时候都更加需要采取行动。 🇺🇸＃Elección2020»」[13]
- 英国首相鲍里斯·约翰逊則“祝賀拜登勝選美國總統，祝賀賀錦麗創造歷史性的成就”，同時強調“美國是英國最重要的盟友，希望英美雙方在氣候合作，貿易，與安全等共同的焦點問題上緊密合作”。[1]
- 義大利總理朱塞佩·孔特也在其推特上寫道：“祝賀美國人民和美國機構渡過了這場民主生命力的巨大挑戰，意大利準備好與勝選的拜登總統一道合作，強化跨大西洋關係。美國可以信任意大利，意大利是美國堅定的盟友，戰略的合作夥伴”。[1]
- 爱尔兰總理邁克·馬丁說，拜登是愛爾蘭的真正朋友，期待與拜登合作，亦歡迎他回家。[14]
- 奥地利總理塞巴斯蒂安·库尔茨亦祝賀拜登當選，期待未來合作。[15]
- 西班牙總理佩德羅·桑切斯說，祝拜登和哈里斯好運，期待著與他們合作。他說「我確信，我們兩國的雙邊關係會日益強大。」[16]
- 希腊總理基里亞科斯·米佐塔基斯稱拜登是希臘「真正的朋友」，相信拜登任總統期間兩國關係會「日漸強大」。[16]
- 斯洛維尼亞總統博魯特·巴荷以個人以及斯洛維尼亞共和國的名義祝賀拜登當選，他對兩國基於長久往來的友好關係表達喜悅之意，提及他和拜登幾次會面的回憶，並對於兩國未來繼續維持堅實的友誼和盟友關係抱持樂觀的信心。[17]
- 芬兰总统绍利·尼尼斯托祝贺拜登当选美国总统，表示「期待着继续打造与他和贺锦丽强有力的伙伴关系」[18]。总理桑娜·马林祝贺乔·拜登当选美国总统和贺锦丽当选美国副总统。表示「美国是芬兰的重要伙伴， 期待与美国跨大西洋的关系合作」[19]。
- 匈牙利总理奧班·維克多的发言人向拜登发了一封贺信。匈牙利国家新闻机构MTI表示：「请允许我祝贺你在总统选举的成功。我祝你身体健康，并能在执行极为负责任的任务中不断取得成功。」[20]
- 乌克兰总统弗拉基米尔·泽伦斯基虽然发现自己的政府陷入了美国国内政治事务，但他在推特上表示欢迎拜登的胜利和祝贺。他表示乌克兰和美国一直在安全、贸易、投资、民主，反腐败方面进行合作，对与美国的战略伙伴关系的未来感到乐观。前任总统彼得·波罗申科在推特上写道：「乌克兰很幸运有一位拥有对我国如此深刻和个人认识的美国总统。」[20]
- 波蘭总统安杰伊·杜达在推特上恭喜乔·拜登成功当选美国总统。表示在总统选举提名之前，波兰就决心和美国保持高质量的战略伙伴关系，以建立更强大的联盟[21]。
- 瑞士联邦委员会表示祝贺拜登在美国总统选举中获胜，以及贺锦丽当选副总统，并认为这个结果是一个「强烈信号」。瑞士联邦主席西莫内塔·索马鲁加在推特上写道：「瑞士坚信，新任政府将使瑞士能够继续发展与美国的良好关系。」[13]
- 塞爾維亞总统亚历山大·武契奇推崇唐纳德·特朗普，认为由特朗普在美国选举中获胜对塞尔维亚来说会更好，尤其是在与科索沃的冲突方面。但亚历山大·武契奇表示，他仍将祝贺乔·拜登在总统选举的胜利[13]。
- 俄羅斯总统弗拉基米尔·普京在选举人团投票结果公布后致电拜登，祝贺他当选。普京表示，尽管俄美两国存在分歧，但能切实促进解决世界现在面对的许多问题和挑战。[22]

### 美洲

#### 北美洲
- 加拿大總理杜魯多祝賀拜登，並期待與美國新政府合作，應對全球各種重大挑戰，推動全球和平、經濟繁榮和解決氣候問題。[15]特鲁多于11月9日在推特上发文表示，他已经和宣布当选美国下任总统的拜登通过电话，并且再次向他表示祝贺。

#### 中美洲
- 总统亚历杭德罗·贾马太祝贺拜登在选举的胜利，并表示愿意继续与美国政府合作。
- 薩爾瓦多总统纳伊布·布克莱祝贺美国总统当选人拜登和当选副总统贺锦丽。
- 总统胡安·奥兰多·埃尔南德斯向拜登表示简短的祝贺，表示「拜登成功地加强了美国的民主」[23][13]。
- 巴拿马总统劳伦蒂诺·科尔蒂索向拜登表示简短的祝贺，并祝贺贺锦丽女士「成为美利坚合众国第一位女副总统」[23][13]。
- 墨西哥總統羅培茲·歐布拉多在12月15日發賀電恭喜拜登，「我想表達對於您支持墨西哥及全世界移民立場的認同，這讓我們促進墨西哥東南部及中美洲國家發展及福祉的計畫得以延續。」[24]

#### 南美洲
- 委內瑞拉争议总统尼古拉斯·马杜罗宣布：“祝贺拜登当选总统和卡马拉·哈里斯当选副总统，祝贺他们获胜。委内瑞拉永远准备与美国人民和政府进行对话和谅解。”[2]
- 委內瑞拉争议总统胡安·瓜伊多祝贺乔·拜登在美国总统大选中获胜，同时也感谢特朗普早期对他的支持和帮助。他表示希望与拜登将共同努力，确保委内瑞拉人民恢复民主、自由和人权[25]。
- 阿根廷總統費爾南德斯，祝賀美國公民在這次的選舉中獲得空前的投票盛況，這讓民意清楚地表達出來，我向下一位總統拜登祝賀，也向副總統賀錦麗致敬，因為她將成為美國第一位女性副總統。[26]
- 智利總統皮涅拉，恭喜拜登和賀錦麗贏得這次的勝利。智利和美國有許多共同的價值觀，例如對於和平的承諾及對環境的保護。[26]
- 秘魯總統畢斯卡拉表示，我們向美國人此次的選舉結果表達致意，祝賀拜登和賀錦麗當選，我們將加強民主、多邊主義、國際合作和環境保護。[26]
- 巴拉圭總統阿布鐸表示，我們向拜登表示祝賀。祝願他一切順利，並重申我們致力於根據我們共同的民主原則和價值觀繼續加強雙邊關係的承諾。[26]
- 总统利宁·莫雷诺祝贺美国民主党的获胜者，并祝愿他们“职务圆满”[23][13]。
- 巴西总统雅伊爾·博索納羅于12月15日宣布祝贺拜登在美国总统选举当中胜出，并表示自己已准备好与拜登合作。表示「向拜登总统送去最好的祝福，希望美国继续是一个自由之国，勇气之地」。强调自己「准备好与拜登之合作，继续建设巴西与美国联盟，捍卫主权，民主，以及全世界的自由，并通过经济与商业一体化，造福我们的人民」[27]。

### 亞洲

#### 东亚
- 中共中央总书记、中国国家主席习近平11月25日致电拜登，祝贺他当选美国总统，并表示希望双方秉持不冲突不对抗、相互尊重、合作共赢的精神，聚焦合作，管控分歧，推动中美关系健康稳定向前发展，同各国和国际社会携手推进世界和平与发展的崇高事业。同日，中国国家副主席王岐山致电贺锦丽，祝贺她当选美国副总统。[28][29]
- 日本首相菅義偉祝賀拜登當選美國總統，菅義偉誓言，日本將與美國合作，確保印度-太平洋地區的「和平、自由與繁榮」[30]。
- 大韓民國總統文在寅推特發表恭祝拜登與賀錦麗當選，他表示，「祝賀拜登（當選），我們同盟關係堅如磐石，韓美兩國間的合作非常牢固。我期盼能為了我們共同的價值，與兩位一起共事。我對能與兩位共同迎向未來的發展抱持著很高的期望。」（We go together，Katchi Kapshida，같이 갑시다）[31]。
- 中華民國總統蔡英文推特發表恭賀拜登當選美國總統，她在推特上回推今年1月11日拜登恭賀她順利連任的帖文，並表示期待台美雙方合作，進一步深化彼此友情[32]。

#### 南亚
- 印度總理莫迪祝賀拜登與賀錦麗當選，在給拜登的賀電中，莫迪表示拜登還是副總統時，對「強化印美關係的貢獻是至關重要且難以估計」，並期待再次展開合作。在給印度和非洲裔的賀錦麗賀電中，莫迪表示「你的成功具開創性，不光是對你的chittis（阿姨）而言，且也是全部印度裔美國人的巨大光榮。」[33][34]。
- 巴基斯坦总理伊姆兰·汗祝贺拜登赢得大选，并强调期待与拜登合作并致力于在阿富汗和该地区建立和平。[2]
- 阿富汗争议总统阿什拉夫·加尼向乔·拜登在美国选举中获胜表示祝贺，并发推文说：「阿富汗期待与美国继续深化多层战略的伙伴关系，包括在反恐和为阿富汗带来和平方面。」[11]

#### 西亚
- 埃米尔塔米姆·本·哈邁德·阿勒薩尼在推特上发文说，“恭喜总统当选人拜登和副总统，祝福美国人民。期待我们共同努力，继续加强两国之间的友谊。”[2]
- 黎巴嫩总统米歇尔·奥恩祝贺拜登赢得选举，祝贺他当选为美利坚合众国总统，并表达了奥恩对两国关系恢复平衡的希望。[2]
- 科威特埃米尔纳瓦夫·艾哈迈德·贾比尔·萨巴赫向拜登发去贺电，称美国人民选择了拜登作为美利坚合众国的总统，同时祝贺卡马拉·哈里斯祝贺当选副总统，并称赞科威特和美国建立了历史性的稳固关系。[2]
- 约旦国王阿卜杜拉二世对拜登和哈里斯表示祝贺，他说：“我期待与你们合作，加强历史性的牢固伙伴关系，实现我们的和平、稳定与繁荣的共同目标。”[2]
- 伊拉克总统巴尔哈姆·萨利赫也向拜登表示祝贺，他强调伊拉克期待实现两国的共同目标，促进中东的和平与稳定。[2]
- 阿曼苏丹海赛姆·本·塔里克也祝贺拜登当选，祝愿他成功领导美国人民，并期待双边关系取得进一步发展。[2]
- 阿联酋阿布扎比王储穆罕默德·本·扎耶德·阿勒纳哈扬在推特上发推文对拜登和哈里斯表示了祝贺，强调两国之间有着历史悠久的友谊以及牢固的战略联盟。[2]
- 以色列總理納坦雅胡向拜登和賀錦麗表示祝賀，提到他和拜登近乎四十年的個人友誼，稱呼拜登也是以色列的好朋友，並期待未來美國和以色列的合作。[35]
- 巴勒斯坦總統阿巴斯祝賀拜登與賀錦麗當選，他表示期待巴勒斯坦和美國關係的強化，達成我們人民的自由、獨立、正義和尊嚴，並為我們地區和世界的和平、穩定與安全而努力。[36]
- 沙烏地阿拉伯国王萨勒曼及王储穆罕默德·本·萨勒曼分别致电拜登和贺锦丽，祝贺他们赢得本次美国总统大选。萨勒曼在贺电中赞扬了美国与沙特之间根深蒂固的友好关系。他表示，希望与美国继续在各个领域发展、加深合作关系[37]。
- 土耳其政府于11月9日宣布，安卡拉将等到美国总统选举结果的法律诉讼确定后才作出回应。但总统雷杰普·塔伊普·埃尔多安于11月10月在其办公室向拜登当选美国总统发表祝贺。并表示：「我相信，我们国家之间强大的合作与联盟将继续为迄今所做的世界和平作出贡献。」土耳其外交部长梅夫吕特·恰武什奥卢表示希望强化两国之间的联系，包括合作以结束叙利亚和利比亚的冲突[38]。

#### 东南亚
- 马来西亚首相慕尤丁推特發表恭賀拜登當選美國總統，他表示马来西亚一直很密切关注美国选举的过程，美国与马来西亚的全面合作伙伴关系继续成为两国之间的积极主动，多方面的和互利合作的总体框架[39][40]。
- 印度尼西亞總統佐科·維多多恭賀拜登當選美國總統，他表示「超高投票率反應美國民眾對民主高度寄望」。並稱期待與拜登合作，強化印尼與美國的戰略夥伴關係，推進兩國在經濟、民主與發展多邊主義方面的合作，為兩國民眾及更大的利益努力。[41]
- 菲律賓总统罗德里戈·杜特尔特的发言人对拜登也发表了贺词，称政府渴望加强“相互尊重、互惠互利，对民主、自由和法治的共同承诺”的美菲关系[42]。
- 新加坡总理李显龙發表恭賀拜登當選美國總統，说明他当副总统和参议员的职位有慢长的历史及丰富的经验，他希望期待着与拜登和政府合作，加深两国之间的伙伴关系，增强美国在亚太地区的作用，并克服COVID-19。拜登可以指望新加坡成为朋友和伙伴。[43][44]
- 泰國首相巴育·占奥差在民主示威的压力下发表声明，祝贺拜登和賀錦麗对「从美国选民那里获得的信任」表示祝贺。巴育强调「两国之间的友谊源远流长，距今已有200多年了。」亦表示「期待与拜登的政府紧密合作，以进一步加强两国在各个层面的合作。」[42]
- 越共中央总书记、越南国家主席阮富仲和越南政府总理阮春福在12月1日致电祝贺拜登当选美国总统[45]。

### 非洲
- 南非總統暨非洲聯盟現任主席拉瑪佛沙，在推特表示「我們祝賀總統拜登和副總統賀錦麗以及美國人民你們的選舉。我們期待與您合作，加深我們情誼與合作的重要關係。」[46]
- 埃及總統塞西祝賀拜登當選總統，並聲稱他期待與當選的總統合作且加強戰略合作，以及埃及與美國在符合兩國人民最大利益下的雙邊關係。[46]
- 奈及利亞總統布哈里祝賀拜登在全球充滿不確定與恐懼的時刻贏得大選。他表示拜登當選提醒世人民主才是政府的最佳形式，因唯有民主才能提供人民以和平方式改變政府的機會。[46]
- 纳米比亚總統根哥布在推特上發文表示「我祝賀拜登的勝利。在為自由奮鬥中，我們認識了他以參議員身份反對南非的種族隔離政策。我期待與拜登合作，以便建立更牢固的雙邊關係和多邊主義，創建更公平的世界。」[46]
- 苏丹總理哈姆杜克通過推特祝賀「我代表蘇丹人民祝賀拜登與賀錦麗當選總統與副總統。期待與他們兩位緊密合作，以便繼續搭建兩國友誼與合作的橋樑。」[46]
- 乌干达总统约韦里·穆塞韦尼向拜登表示祝贺，并期待与美国达成免税进入美国市场的贸易协议，并对以前美国总统已经通过制定的《非洲增长和机会法案》（Agoa）这项政策表示敬意，并希望拜登保持这一政策[4][47]。
- 总统乌胡鲁·肯尼塔表示，拜登和担任副手的贺锦丽在总统选举的「大获全胜」是美国人对总统和副总统领导资格信心的体现。并称贺锦丽女士为历史上第一位女性和首位美籍亚裔的美国副总统当选人[47][4]。
- 利比里亚总统乔治·维阿向拜登发表贺信，并在信中指出新冠病毒大流行的问题。他在推特上表示：「在我们都面临全球健康危机的时候，他在美国和整个国家面临非常困难的时期担任美国领导人。我敦促所有美国人在和平与团结中共同奋斗。」「作为美国的传统盟友，利比里亚随时准备进一步加强和重振我们历史悠久和独特的双边关系。」[47][4]
- 辛巴威总统埃默森·姆南加古瓦在推特上祝愿拜登他成功领导美国人民和两国之间的合作不断发展[47][4]。
- 总统纳纳·阿库福-阿多将拜登在总统选的结果描述为「决定性的胜利」，并祝贺哈里斯女士创造了历史。期待在总统任内与美国多年来，一直基于自由，发展，进步的共同议程和繁荣的关系将继续发展[47][4]。
- 衣索比亞总理阿比·艾哈迈德表示希望拜登的胜利将促进非洲大陆与美国之间的贸易和其他关系，期待与拜登领导的美国政府合作[47][4]。
- 加彭总统阿里·邦戈·翁丁巴在推特祝贺拜登与贺锦丽当选美国总统和副总统当选人的选举中获胜。翁丹巴表示：「我们国家一直是美国坚定的盟友。」他补充说，期待进一步发展双边关系[47][4]。

### 大洋洲
- 總理莫里森表示，「澳美同盟是深刻而持久的，建立在共同價值觀上」，他期待與拜登合作，共同面對世界上的諸多挑戰。[48]
- 新西兰總理阿爾登表示，將繼續在多方面與美國合作，並提到拜登在競選活動中表明「在新冠疫情和氣候變化等全球問題上，我們有共同利益」。[48]

#### 南太平洋
- 斐济总理弗兰克·姆拜尼马拉马对乔·拜登在美国选举中获胜发出了贺信[49]。

### 各国、各地区反对派/在野党对美国选举的正面反应
- 俄羅斯反对派领袖阿列克谢·纳瓦尼在推特上对乔·拜登和竞选拍档贺锦丽在美国选举的结果表示祝贺。并表示祝贺美国人在自由，公正的选举中确定新的领导人：「这是一项特权，并非在所有国家/地区都可用。期待俄美之间的合作达到新水平。」[50]
- 白俄羅斯协调委员会领导者斯维特兰娜·季哈诺夫斯卡娅祝贺拜登在美国总统选举的胜利。她评论美国总统选举「是一场思想、计划和团队的真正竞赛，不像白俄罗斯那样，选举中的选票只是被偷走了，在美国，每个选民的选票都被考虑在内了。」她相信拜登将「很快会见公正当选的新的自由的白俄罗斯总统」[51]。
- 马来西亚希望聯盟兼人民公正黨领导者安华·依布拉欣祝贺拜登与竞选拍档贺锦丽赢得美国总统选举。他在推特上表示，美国人民已经选择了一个团结，而不是种族主义的政府，而这个政府将是一个维护和平、捍卫人权与环境的政府[52]。
- 印度国大党主席索尼娅·甘地祝贺美国总统当选人拜登和副总统当选人贺锦丽，称他们的选举将有助于弥合人民之间的分歧，并希望美印两国建立密切的伙伴关系。她对拜登评价说：「我们对你作出谨慎的发言、强调修复人民之间的分歧、促进性别和种族平等、全球合作和所有国家的可持续发展都得到了很大的保证。印度人民也有关切，我们相信，印度和美国将继续像过去几十年一样，为两国人民的福祉共同努力。」她对贺锦丽女士评价说：「您的胜利是对《美国宪法》所体现的民主、社会正义以及种族和性别平等的崇高价值观。」表示热烈欢迎「印度亲爱的女儿」当选为美国副总统[53]。
- 黎巴嫩未来运动领袖兼候任总理萨阿德·哈里里祝贺民主党乔·拜登当选美国第46届总统和祝贺副总统当选人贺锦丽。哈里里补充说：「我相信我们两国之间的历史友谊将继续提供解决问题的新动力。」[54]
- 中華民國國民黨主席江啟臣通过新闻稿祝贺拜登及贺锦丽当选美国总统与副总统。江启臣表示，「国民党期待美国在拜登的领导下，与中华民国持续互惠合作并强化伙伴关系。」[55]
- 芬兰民族联合党主席彼得里·奥尔波祝贺乔-拜登和贺锦丽在美国选举中的胜利。表示「对于美国、基于规则的国际秩序、温和政治和芬兰来说，都是一个好消息。民粹主义在这一轮输了，但政治分歧依然存在。祝新政府好运--西方价值观需要他们的代言人」[56]。

## 各国、各地区对选举后发出的负面反应
- 斯洛維尼亞总理亚内兹·扬沙在推特上批击＃MSM（即不是官方机构）宣布了总统选举的获胜者，谴责美国主流媒体的腐败。称已经有人对此向法院提出申诉，但法院甚至还没有开始裁决，媒体却宣称特朗普在少数几个城市落选的选票是不公平的。支持亚内兹·扬沙的新闻机构（如极右翼的Nova24）也发布了有关选民欺诈的报道[57]。
- 伊朗总统哈桑·鲁哈尼敦促乔·拜登修改唐纳德·特朗普执政时期的伊朗政策，他说拜登的胜利是“下一届美国政府有机会弥补过去的错误，重返遵守对全球国际承诺的轨道上”。同时宣称通过抵抗美国强加的经济战争，伊朗人民已经证明了美国施加的压力已被击败[58]。而最高领袖阿里·哈梅内伊指出美国的局势以及他们自己对选举的评价是一个奇观，并批评这是美国自由民主丑恶嘴脸的例子，无论结果如何唯一明确的是美国政权在政治、公民和道德上的彻底衰落。
- 白俄羅斯总统亚历山大·卢卡申科认为，白俄罗斯与美国的关系不会因美国总统大选的任何结果而改变，同时亦否定了11月3日举行的美国总统大选的结果，称其结果尚未确定。他回顾说，西方国家不承认同年8月在白俄罗斯举行的总统选举是自由和公正的并呼吁再次投票，然而他认为尽管现任美国总统唐纳德·特朗普怀疑有欺诈性的点票行为，但美国的伙伴和盟国不会对美国提出类似的要求[59]。

## 各国、各地区对选举后作出的正面及负面以外的反应
- 墨西哥總統洛佩斯稱在未完成法律程序之前不能祝賀美國大選勝出者[60]，直到11月14日在選舉人團確認了選舉結果時向拜登祝賀。
- 苏联末任领导人、前苏共中央总书记米哈伊尔·戈尔巴乔夫表示，他希望乔·拜登将使美俄之间的关系正常化，以恢复两国之间的信任。
- 古巴共产党和政府虽然并没有具体提到或祝贺白宫新当选的总统，但表示希望改善哈瓦那与华盛顿之间的关系。
- 俄羅斯克里姆林宫发言人德米特里·佩斯科夫于11月9日在一场电话会议上向记者表示，「莫斯科认为最好等到正式结果公布再行评论，其已经注意到现任总统特朗普宣布将对这次投票发起法律挑战。」佩斯科夫在接受记者采访时补充说，普京一再表示愿意与任何美国领导人合作，希望俄罗斯可以与美国新政府建立对话，并找到使两国关系正常化的方法[61]。
- 中华人民共和国外交部在11月13日的例行记者会上，首次有“祝賀”的表态，外交部发言人汪文斌在应询时表示，“中方一直在关注美国国内和国际社会对这次美国总统选举的反应。我们尊重美国人民的选择。我们向拜登先生和哈里斯女士表示祝贺，同时我们理解，美国大选的结果会按照美国的法律和程序作出确定。”[62][63]此前，在11月9日的例行记者会時，他表示：“我们注意到拜登先生已经宣布成功当选。我们理解，大选的结果会按照美国的法律和程序作出确定。我们将按照国际惯例办理。”[64]